# Droga wojewódzka nr 706
Droga wojewódzka nr 706 (DW706) – była droga wojewódzka w warszawskiej dzielnicy Włochy o długości ok. 2,5 kilometra, łącząca drogę wojewódzką nr 634 (ul. Żwirki i Wigury) i stację kolejową Warszawa Okęcie przy ul. Wirażowej. Biegnie ulicami: Komitetu Obrony Robotników i Wirażową.
Od września 2009 r. odcinek ul. Wirażowej między skrzyżowaniem z 17 Stycznia a lotniskowymi magazynami paliwa (ul. Narkiewicza) został wyłączony z ruchu na potrzeby budowy łącznicy węzła Marynarska i węzła Lotnisko, czyli fragmentu drogi S79. Objazd do terminalu towarowego lotniska Chopina poprowadzono ul. Żwirki i Wigury, Bennetta i Narkiewicza. Obecnie, po wybudowaniu wiaduktów nad torami kolejowymi linii 8 w ciągu ul. Cybernetyki i w ciągu ul. Poleczki, droga 706  stanowi alternatywne połączenie al. Krakowskiej i ul. Żwirki i Wigury z ul. Puławską.
Droga na całej długości pozbawiona została kategorii drogi wojewódzkiej na mocy uchwały 162/19 Sejmiku Województwa Mazowieckiego z 10 września 2020 roku.